# Naoko Watanabe
Naoko Watanabe (jap. 渡辺 菜生子 Watanabe Naoko; ur. 21 listopada 1959) – japońska seiyū związana z Aoni Production.

## Filmografia

### Seriale anime
- 1984: Skrzaty z Wyspy Li jako Memoru
- 1985: Mała księżniczka jako Lottie (Lotta)
- 1986: Pollyanna
- 1986: Dragon Ball jako Puar, Suno i Mint
- 1989: Dragon Ball Z jako Chichi (odc. 88-291) i Puar
- 1991: Rodzina Trappów jako Agathe